# ルイ・マルシャン
ルイ・マルシャン （Louis Marchand, 1669年2月2日リヨン - 1732年2月17日パリ) はフランス・バロック音楽の作曲家、鍵盤楽器奏者。13歳で王宮オルガニストに任命されるほどの神童ぶりを発揮。
マルシャンは、音楽的にも気質的にも炎のように激しいところがあり、リヨンからパリに出て、たちどころに大成功を収めた。気難しく、性格的に当てにならないところがあったが、それでも多くの人々に「偉大なるマルシャン"Marchand le Grand"」として知られていた。
マルシャンの大胆な人となりを暗示する、もっと信頼のおける証拠文書が現存している。それによると、マルシャンは夫人に逃げられた後、フランス国王に俸給の半額を夫人に渡すように命ぜられた。すると、怒り狂ったマルシャンは、演奏を途中で打ち切り、居並ぶ廷臣たちを前にして、「給料の半分を彼女に渡しますから、演奏の続きは彼女に弾いてもらって下さい」と国王に言い放ったという。
マルシャンは存命中に成功して人気を博したにもかかわらず、若干の歌曲とカンタータのほか、2曲のクラヴサン組曲（1702年）しか出版しなかった。
マルシャンは、ヨハン・ゼバスティアン・バッハの実力を喧伝する有名な逸話にも登場する。大バッハの息子カール・フィリップ・エマヌエル・バッハらが書いた『故人略伝』と、ヨハン・ニコラウス・フォルケルのバッハの伝記によれば、1717年、マルシャンと大バッハはたまたまドレスデンに同時期に滞在していたが、バッハの友人だったザクセン選帝侯の宮廷楽団のコンツェルトマイスター、ジャン・バティスト・ヴォリュミエのお膳立てで宮廷から対戦の話を持ちかけられると、大バッハの実力に恐れをなしたマルシャンは対戦当日に逃げ出してしまったという。これは大バッハの生前からザクセン州一帯では有名な話だったらしく、1739年にライプツィヒのビルンバウム修士が大バッハを評した文書にも言及がある。しかし、フランス側の文献は残されていないため、反論の余地はある。